# Championnat d'Europe masculin de basket-ball 2011
Pour les articles homonymes, voir Euro 2011.
Navigation
Édition précédente Édition suivante
Le championnat d’Europe de basket-ball 2011, ou EuroBasket 2011, est le 37e championnat d'Europe de basket-ball masculin organisé par la FIBA Europe. La compétition a lieu en Lituanie du 31 août au 18 septembre 2011. C'est la deuxième fois que la Lituanie accueille cet événement, et la première depuis le rétablissement de son indépendance en 1991.
Cette édition apporte de nombreuses surprises. Parmi elles figure l'élimination prématurée des Turcs, vice-champions du monde 2010 et sortis dès le second tour. Les Lituaniens, hôtes de la compétition, troisièmes du dernier championnat du monde et quatrièmes des deux derniers Jeux olympiques, sont éliminés en quarts de finale par la surprenante équipe de Macédoine, grande révélation du tournoi. Cette équipe, auparavant jamais qualifiée pour une compétition mondiale et n'ayant jamais atteint un quart de finale européen (9e place lors de l'édition 2009), termine finalement quatrième de la compétition. Les Grecs, médaillés de bronze en 2009 et vainqueurs en 2005, malgré deux excellents premiers tours, sont éliminés en quarts de finale par des Français pour lesquels ils faisaient figure de « bête noire ». La Serbie, finaliste du précédent championnat européen, est sortie en quarts de finale par la Russie, championne d'Europe 2007, qui est à son tour éliminée par la France en demi-finales. L'équipe de Géorgie est, dans une moindre mesure, une autre révélation du tournoi : participant à sa première compétition internationale, elle se classe 11e lors de cette édition.

## Villes hôtes
Les matches de poules sont disputés dans quatre salles : Kauno Arena, Šiaulių Arena, Cido Arena et Klaipėdo Arena. Les matches à élimination directe se jouent soit dans la Siemens Arena de Vilnius, soit dans la nouvelle Kaunas Arena.
| Vilnius                                           | Šiauliai                                                | Panevėžys                                               | Klaipėda                                       |
| ------------------------------------------------- | ------------------------------------------------------- | ------------------------------------------------------- | ---------------------------------------------- |
| Siemens Arena 11 000 Ouvert le 30 octobre 2004    | Šiaulių Arena 5 700 Ouvert le 25 juillet 2007           | Cido Arena 5 656 Ouvert le 24 octobre 2008              | Švyturys Arena 5 486 Ouvert le 28 juillet 2011 |
| Kaunas                                            | \| Kaunas Vilnius Šiauliai Panevėžys Klaipėda Alytus \| | \| Kaunas Vilnius Šiauliai Panevėžys Klaipėda Alytus \| | Alytus                                         |
| Žalgiris Arena 15 442 Ouvert le 18 août 2011      | \| Kaunas Vilnius Šiauliai Panevėžys Klaipėda Alytus \| | \| Kaunas Vilnius Šiauliai Panevėžys Klaipėda Alytus \| | Alytus arena 5 500 Ouvert le 12 février 2011   |
| Kaunas Vilnius Šiauliai Panevėžys Klaipėda Alytus |                                                         |                                                         |                                                |

## Qualifications
Vingt-quatre équipes participent au championnat. Les matches se déroulent dans 6 villes lituaniennes différentes.
Seize équipes étaient supposées prendre part au championnat, mais à la suite d'une décision de la FIBA Europe du 5 septembre, 24 équipes y participent, rendant ainsi les qualifications de l'été 2010 partiellement superflues. La répartition de ces 16 équipes étaient alors la suivante:
- Les dix équipes européennes ayant participé au championnat du monde 2010 en Turquie sont qualifiées d'office : l'Espagne, la Serbie, la Grèce, la Slovénie, la Croatie, la France, la Turquie, la Russie, l'Allemagne et la Lituanie, cette dernière étant également qualifiée en tant que pays hôte.
- Une phase de qualification, organisée durant l'été 2010, détermine cinq nouvelles équipes. Quinze équipes sont réparties dans trois groupes, dont les vainqueurs, et les deux meilleurs seconds sont qualifiés.
- La dernière équipe est issue d'une nouvelle phase de qualification disputée durant l'été 2011.

À l'issue de la phase de qualification de l'été 2010, le Monténégro, la Grande-Bretagne, la Belgique (vainqueurs respectifs des groupes A, B et C), Israël et la Macédoine (deux meilleurs seconds), obtiennent leur qualification.
Avec la décision de la FIBA Europe, les équipes ayant participé aux qualifications de 2010, et n'ayant pas terminé à la dernière place de leur poule, sont également qualifiées. Ce sont la Bosnie-Herzégovine, la Bulgarie, la Géorgie, l'Italie, la Lettonie, la Pologne et l'Ukraine.
Les deux dernières places sont déterminées dans une campagne de qualification en 2011 entre la Finlande, le Portugal et la Hongrie du 9 au 24 août 2011. Le 18 août, la Hongrie, battue pour la troisième fois en trois matches, est éliminée de la course à la qualification, permettant à la Finlande et au Portugal de s'assurer une participation à l'Eurobasket 2011.
La Finlande termine première du groupe en s'imposant au Portugal (78-86) le 24 août.

## Phase finale

### Tirage au sort
Le tirage au sort des groupes a eu lieu le 30 janvier 2011 à Vilnius. Les équipes sont réparties en 6 chapeaux et sont ensuite regroupées en quatre groupes de six.

### Chapeaux
Les chapeaux sont constitués de la façon suivante :
- les 10 équipes qui ont disputé le championnat du monde 2010 sont classées selon leur performance lors de l'Euro 2009
- les 12 équipes qui ont disputé les qualifications pour ce championnat sont classées en fonction de leurs performances en qualification
- les 2 équipes qualifiées à l'issue du tournoi disputé entre les équipes de Finlande, de Hongrie et du Portugal sont nommées ici qualifié 1 et qualifié 2 car le tournoi a eu lieu après le tirage au sort. À l'issue du tournoi, la Finlande est le qualifié 1, le Portugal est le qualifié 2.

| Pot 1                         | Pot 2                         | Pot 3                                  | Pot 4                                    | Pot 5                                      | Pot 6                                        |
| ----------------------------- | ----------------------------- | -------------------------------------- | ---------------------------------------- | ------------------------------------------ | -------------------------------------------- |
| Espagne Serbie Grèce Slovénie | France Croatie Russie Turquie | Allemagne Lituanie Monténégro Belgique | Grande-Bretagne Macédoine Israël Géorgie | Italie Bulgarie Pologne Bosnie-Herzégovine | Ukraine Lettonie Finlande (Q1) Portugal (Q2) |

### Premier tour

#### Les quatre groupes
| Groupe A        | Groupe B  | Groupe C           | Groupe D |
| --------------- | --------- | ------------------ | -------- |
| Espagne         | Serbie    | Grèce              | Slovénie |
| Turquie         | France    | Croatie            | Russie   |
| Lituanie        | Allemagne | Monténégro         | Belgique |
| Grande-Bretagne | Israël    | Macédoine          | Géorgie  |
| Pologne         | Italie    | Bosnie-Herzégovine | Bulgarie |
| Portugal        | Lettonie  | Finlande           | Ukraine  |

#### Groupe A
Ce groupe A comporte 3 têtes de séries (l'Espagne, la Lituanie et la Turquie) et 3 équipes plus modestes (la Pologne, la Grande Bretagne et le Portugal). Le 31 août, lors de la première journée, l'Espagne, la Lituanie et la Turquie obtiennent leurs premières victoires. Une domination de ces 3 équipes commence et continuera jusqu'à la fin du premier tour. Cependant, lors du premier match, l'Espagne parvient difficilement à battre la Pologne avec une petite différence de 5 points seulement, tandis que la Turquie et la Lituanie s'assurent une meilleure différence de points (+23 et +11).
Le 1er septembre, lors de la deuxième journée, ces trois équipes montrent une fois de plus leurs supériorités dans le groupe en s'y imposant encore. L'Espagne, de nouveau, ne parvient pas à établir une aussi bonne différence de points que la Lituanie et la Turquie (+14 contre +29 et +20). À l'issue de cette journée, la Turquie est première avec 4 points et une différence de points de +53, la Lituanie est seconde, également avec 4 points mais avec une différence de points de +31 et l'Espagne est troisième, avec 4 points aussi mais avec la plus petite différence de points des trois équipes (+19).
Le 2 septembre est marqué par le choc entre la Turquie et la Lituanie, sur un match qui se termine par la victoire de la Lituanie sur le score de 75 à 68. Quant à l'Espagne, elle poursuit sa route de victoires consécutives et passe deuxième du groupe, derrière la Lituanie (meilleur à la différence de points) et devant la Turquie. Une journée de repos est accordée aux équipes.
Lors de la quatrième journée, un nouveau choc se prépare, il s'agit du match opposant la Lituanie à l'Espagne, qui se finit par une très belle victoire espagnole sur le score de 91 à 79. La Turquie, à la grande surprise générale, perd de 1 point face à la Pologne. Après cette quatrième journée, l'Espagne se classe première, la Lituanie deuxième et la Turquie troisième.
Lors de la dernière journée, l'Espagne se fait battre par la Turquie sur un score de 65 à 57 et la Lituanie s'impose très largement face au Portugal. L'Espagne et la Lituanie finissent avec 4 victoires sur 5 matchs, la Turquie avec 3 victoires, la Grande-Bretagne et la Pologne 2 victoires et le Portugal, 0 victoire. L'Espagne, la Lituanie et la Turquie, sont qualifiées pour le second tour, tandis que la Grande-Bretagne, la Pologne et le Portugal, finissent la compétition ici, se classant 13e pour la Grande-Bretagne, 17e pour la Pologne et 21e pour le Portugal.
Remarque : Le Portugal a la plus mauvaise différence de points parmi tous les groupes du premier tour de cette édition, avec -86. Toute équipes confondues, cette différence est également la plus mauvaise des 5 dernières éditions (2003, 2005, 2007, 2009 et 2011). En 2001, l'Estonie avait eu une différence de points de -88.
| Groupe A (Panevėžys)                |                 |     |   |   |     |     |      |     |
|                                     | Équipe          | Pts | G | P | PP  | PC  | Diff | Dép |
| 1                                   | Espagne         | 9   | 4 | 1 | 404 | 364 | +40  | +12 |
| 2                                   | Lituanie        | 9   | 4 | 1 | 429 | 374 | +55  | -12 |
| 3                                   | Turquie         | 8   | 3 | 2 | 385 | 333 | +52  |     |
| 4                                   | Grande-Bretagne | 7   | 2 | 3 | 372 | 410 | -38  | +7  |
| 5                                   | Pologne         | 7   | 2 | 3 | 401 | 424 | -23  | -7  |
| 6                                   | Portugal        | 5   | 0 | 5 | 344 | 430 | -86  |     |
| Pologne · Grande Bretagne · Turquie |                 |     |   |   |     |     |      |     |
| Lituanie · Espagne · Portugal       |                 |     |   |   |     |     |      |     |

| 31 août       | Espagne         | 83 | 78 | Pologne         |
| 31 août       | Turquie         | 79 | 56 | Portugal        |
| 31 août       | Lituanie        | 80 | 69 | Grande-Bretagne |
| 1er septembre | Portugal        | 73 | 87 | Espagne         |
| 1er septembre | Grande-Bretagne | 61 | 90 | Turquie         |
| 1er septembre | Pologne         | 77 | 97 | Lituanie        |
| 2 septembre   | Espagne         | 86 | 69 | Grande-Bretagne |
| 2 septembre   | Portugal        | 73 | 81 | Pologne         |
| 2 septembre   | Turquie         | 68 | 75 | Lituanie        |
| 4 septembre   | Grande-Bretagne | 85 | 73 | Portugal        |
| 4 septembre   | Pologne         | 84 | 83 | Turquie         |
| 4 septembre   | Lituanie        | 79 | 91 | Espagne         |
| 5 septembre   | Grande-Bretagne | 88 | 81 | Pologne         |
| 5 septembre   | Espagne         | 57 | 65 | Turquie         |
| 5 septembre   | Portugal        | 69 | 98 | Lituanie        |

#### Groupe B
| Groupe B (Šiauliai)           |           |     |   |   |     |     |      |
|                               | Équipe    | Pts | G | P | PP  | PC  | Diff |
| 1                             | France    | 10  | 5 | 0 | 438 | 391 | +47  |
| 2                             | Serbie    | 9   | 4 | 1 | 432 | 386 | +46  |
| 3                             | Allemagne | 8   | 3 | 2 | 377 | 357 | +20  |
| 4                             | Israël    | 7   | 2 | 3 | 399 | 448 | -49  |
| 5                             | Italie    | 6   | 1 | 4 | 380 | 405 | -25  |
| 6                             | Lettonie  | 5   | 0 | 5 | 385 | 424 | -39  |
| Italie · Israel · France      |           |     |   |   |     |     |      |
| Lettonie · Allemagne · Serbie |           |     |   |   |     |     |      |

| 31 août       | Serbie    | 80   | 68   | Italie    |
| 31 août       | France    | 89   | 78   | Lettonie  |
| 31 août       | Allemagne | 91   | 64   | Israël    |
| 1er septembre | Lettonie  | 77   | 92   | Serbie    |
| 1er septembre | Israël    | 68   | 85   | France    |
| 1er septembre | Italie    | 62   | 76   | Allemagne |
| 2 septembre   | Serbie    | 89   | 80   | Israël    |
| 2 septembre   | Lettonie  | 62   | 71   | Italie    |
| 2 septembre   | France    | 76   | 65   | Allemagne |
| 4 septembre   | Israël    | 91   | 88   | Lettonie  |
| 4 septembre   | Italie    | 84   | 91   | France    |
| 4 septembre   | Allemagne | 64   | 75   | Serbie    |
| 5 septembre   | Israël    | 96ap | 95   | Italie    |
| 5 septembre   | Lettonie  | 80   | 81   | Allemagne |
| 5 septembre   | Serbie    | 96   | 97ap | France    |

#### Groupe C
| Groupe C (Alytus)                        |                    |     |   |   |     |     |      |     |
|                                          | Équipe             | Pts | G | P | PP  | PC  | Diff | Dép |
| 1                                        | Macédoine          | 9   | 4 | 1 | 362 | 337 | +25  | +14 |
| 2                                        | Grèce              | 9   | 4 | 1 | 360 | 324 | +36  | -14 |
| 3                                        | Finlande           | 7   | 2 | 3 | 373 | 366 | +7   | +23 |
| 4                                        | Croatie            | 7   | 2 | 3 | 396 | 405 | -9   | -7  |
| 5                                        | Bosnie-Herzégovine | 7   | 2 | 3 | 380 | 409 | -29  | -16 |
| 6                                        | Monténégro         | 6   | 1 | 4 | 357 | 388 | -31  |     |
| Bosnie-Herzégovine · Macédoine · Croatie |                    |     |   |   |     |     |      |     |
| Finlande · Monténégro · Grèce            |                    |     |   |   |     |     |      |     |

| 31 août       | Monténégro         | 70ap | 65 | Macédoine          |
| 31 août       | Grèce              | 76   | 67 | Bosnie-Herzégovine |
| 31 août       | Croatie            | 84   | 79 | Finlande           |
| 1er septembre | Bosnie-Herzégovine | 94   | 86 | Monténégro         |
| 1er septembre | Finlande           | 61   | 81 | Grèce              |
| 1er septembre | Macédoine          | 78   | 76 | Croatie            |
| 3 septembre   | Finlande           | 92   | 64 | Bosnie-Herzégovine |
| 3 septembre   | Grèce              | 58   | 72 | Macédoine          |
| 3 septembre   | Croatie            | 87   | 81 | Monténégro         |
| 4 septembre   | Macédoine          | 72   | 70 | Finlande           |
| 4 septembre   | Monténégro         | 55   | 71 | Grèce              |
| 4 septembre   | Bosnie-Herzégovine | 92   | 80 | Croatie            |
| 5 septembre   | Finlande           | 71   | 65 | Monténégro         |
| 5 septembre   | Grèce              | 74   | 69 | Croatie            |
| 5 septembre   | Macédoine          | 75   | 63 | Bosnie-Herzégovine |

#### Groupe D
| Groupe D (Klaipėda)           |          |     |   |   |     |     |      |     |
|                               | Équipe   | Pts | G | P | PP  | PC  | Diff | Dép |
| 1                             | Russie   | 10  | 5 | 0 | 371 | 321 | +50  |     |
| 2                             | Slovénie | 9   | 4 | 1 | 356 | 324 | +32  |     |
| 3                             | Géorgie  | 7   | 2 | 3 | 352 | 343 | +9   | +6  |
| 4                             | Bulgarie | 7   | 2 | 3 | 339 | 357 | -18  | -1  |
| 5                             | Ukraine  | 7   | 2 | 3 | 322 | 327 | -5   | -5  |
| 6                             | Belgique | 5   | 0 | 5 | 304 | 372 | -68  |     |
| Bulgarie · Géorgie · Russie   |          |     |   |   |     |     |      |     |
| Ukraine · Belgique · Slovénie |          |     |   |   |     |     |      |     |

| 31 août       | Belgique | 59 | 81 | Géorgie  |
| 31 août       | Slovénie | 67 | 59 | Bulgarie |
| 31 août       | Russie   | 73 | 64 | Ukraine  |
| 1er septembre | Bulgarie | 68 | 65 | Belgique |
| 1er septembre | Géorgie  | 58 | 65 | Russie   |
| 1er septembre | Ukraine  | 64 | 68 | Slovénie |
| 3 septembre   | Ukraine  | 67 | 56 | Bulgarie |
| 3 septembre   | Slovénie | 87 | 75 | Géorgie  |
| 3 septembre   | Russie   | 79 | 58 | Belgique |
| 4 septembre   | Géorgie  | 69 | 53 | Ukraine  |
| 4 septembre   | Bulgarie | 77 | 89 | Russie   |
| 4 septembre   | Belgique | 61 | 70 | Slovénie |
| 5 septembre   | Géorgie  | 69 | 79 | Bulgarie |
| 5 septembre   | Slovénie | 64 | 65 | Russie   |
| 5 septembre   | Ukraine  | 74 | 61 | Belgique |

### Second tour
Les équipes n'affrontent pas une nouvelle fois celles qui étaient dans leur groupe au premier tour, donc elles conservent les points acquis lors des matchs contre ces dernières (par exemple, la France conserve les quatre points acquis face à la Serbie et à l'Allemagne lors du 1er tour).

#### Groupe E
| Groupe E (Vilnius) |           |     |   |   |     |     |      |     |
|                    | Équipe    | Pts | G | P | PP  | PC  | Diff | Dép |
| 1                  | Espagne   | 9   | 4 | 1 | 405 | 340 | +65  | +27 |
| 2                  | France    | 9   | 4 | 1 | 383 | 388 | -5   | -27 |
| 3                  | Lituanie  | 8   | 3 | 2 | 405 | 397 | +8   |     |
| 4                  | Serbie    | 7   | 2 | 3 | 408 | 432 | -24  |     |
| 5                  | Allemagne | 6   | 1 | 4 | 345 | 379 | -34  | +6  |
| 6                  | Turquie   | 6   | 1 | 4 | 331 | 340 | -10  | -6  |

| 7 sept., 15:30 UTC+3  |  | Allemagne | 68 | 77  | Espagne   |
| 7 sept., 18:00 UTC+3  |  | Turquie   | 64 | 68  | France    |
| 7 sept., 21:00 UTC+3  |  | Serbie    | 90 | 100 | Lituanie  |
| 9 sept., 15:30 UTC+3  |  | Espagne   | 84 | 59  | Serbie    |
| 9 sept., 18:00 UTC+3  |  | Allemagne | 73 | 67  | Turquie   |
| 9 sept., 21:00 UTC+3  |  | Lituanie  | 67 | 73  | France    |
| 11 sept., 15:30 UTC+3 |  | Serbie    | 68 | 67  | Turquie   |
| 11 sept., 18:00 UTC+3 |  | France    | 69 | 96  | Espagne   |
| 11 sept., 21:00 UTC+3 |  | Lituanie  | 84 | 75  | Allemagne |

#### Groupe F
| Groupe F (Vilnius) |           |     |   |   |     |     |      |     |
|                    | Équipe    | Pts | G | P | PP  | PC  | Diff | Dép |
| 1                  | Russie    | 10  | 5 | 0 | 355 | 310 | +45  |     |
| 2                  | Macédoine | 9   | 4 | 1 | 338 | 313 | +25  |     |
| 3                  | Grèce     | 8   | 3 | 2 | 348 | 336 | +12  |     |
| 4                  | Slovénie  | 7   | 2 | 3 | 404 | 397 | +7   |     |
| 5                  | Finlande  | 6   | 1 | 4 | 398 | 439 | -41  |     |
| 6                  | Géorgie   | 5   | 0 | 5 | 329 | 377 | -48  |     |

| 8 sept., 15:30 UTC+3  |  | Géorgie   | 63 | 65 | Macédoine |
| 8 sept., 18:00 UTC+3  |  | Finlande  | 60 | 79 | Russie    |
| 8 sept., 21:00 UTC+3  |  | Slovénie  | 60 | 69 | Grèce     |
| 10 sept., 15:30 UTC+3 |  | Géorgie   | 73 | 87 | Finlande  |
| 10 sept., 18:00 UTC+3 |  | Macédoine | 68 | 59 | Slovénie  |
| 10 sept., 21:00 UTC+3 |  | Grèce     | 67 | 83 | Russie    |
| 12 sept., 15:30 UTC+3 |  | Slovénie  | 67 | 60 | Finlande  |
| 12 sept., 18:00 UTC+3 |  | Grèce     | 73 | 60 | Géorgie   |
| 12 sept., 21:00 UTC+3 |  | Russie    | 63 | 61 | Macédoine |

### Tableau final (Kaunas)

#### Tableau 1-8
|  | Quarts de finale         | Quarts de finale         | Quarts de finale         | Quarts de finale         |         |         | Demi-finales             | Demi-finales             | Demi-finales                  | Demi-finales                  |                               |                               | Finale                   | Finale                   | Finale                   | Finale                   |
|  |                          |                          |                          |                          |         |         |                          |                          |                               |                               |                               |                               |                          |                          |                          |                          |
|  | Mer 14 sept. 18:00 UTC+3 | Mer 14 sept. 18:00 UTC+3 | Mer 14 sept. 18:00 UTC+3 | Mer 14 sept. 18:00 UTC+3 |         |         | Ven 16 sept. 17:30 UTC+3 | Ven 16 sept. 17:30 UTC+3 | Ven 16 sept. 17:30 UTC+3      | Ven 16 sept. 17:30 UTC+3      |                               |                               | Dim 18 sept. 21:00 UTC+3 | Dim 18 sept. 21:00 UTC+3 | Dim 18 sept. 21:00 UTC+3 | Dim 18 sept. 21:00 UTC+3 |
|  | Mer 14 sept. 18:00 UTC+3 | Mer 14 sept. 18:00 UTC+3 | Mer 14 sept. 18:00 UTC+3 | Mer 14 sept. 18:00 UTC+3 |         |         | Ven 16 sept. 17:30 UTC+3 | Ven 16 sept. 17:30 UTC+3 | Ven 16 sept. 17:30 UTC+3      | Ven 16 sept. 17:30 UTC+3      |                               |                               | Dim 18 sept. 21:00 UTC+3 | Dim 18 sept. 21:00 UTC+3 | Dim 18 sept. 21:00 UTC+3 | Dim 18 sept. 21:00 UTC+3 |
|  | E1                       | Espagne                  | 86                       | 86                       |         |         | Ven 16 sept. 17:30 UTC+3 | Ven 16 sept. 17:30 UTC+3 | Ven 16 sept. 17:30 UTC+3      | Ven 16 sept. 17:30 UTC+3      |                               |                               | Dim 18 sept. 21:00 UTC+3 | Dim 18 sept. 21:00 UTC+3 | Dim 18 sept. 21:00 UTC+3 | Dim 18 sept. 21:00 UTC+3 |
|  | E1                       | Espagne                  | 86                       | 86                       |         |         | Ven 16 sept. 17:30 UTC+3 | Ven 16 sept. 17:30 UTC+3 | Ven 16 sept. 17:30 UTC+3      | Ven 16 sept. 17:30 UTC+3      |                               |                               | Dim 18 sept. 21:00 UTC+3 | Dim 18 sept. 21:00 UTC+3 | Dim 18 sept. 21:00 UTC+3 | Dim 18 sept. 21:00 UTC+3 |
|  | F4                       | Slovénie                 | 64                       | 64                       |         |         | Ven 16 sept. 17:30 UTC+3 | Ven 16 sept. 17:30 UTC+3 | Ven 16 sept. 17:30 UTC+3      | Ven 16 sept. 17:30 UTC+3      |                               |                               | Dim 18 sept. 21:00 UTC+3 | Dim 18 sept. 21:00 UTC+3 | Dim 18 sept. 21:00 UTC+3 | Dim 18 sept. 21:00 UTC+3 |
|  | F4                       | Slovénie                 | 64                       | 64                       | Espagne | Espagne | 92                       | 92                       |                               |                               |                               |                               | Dim 18 sept. 21:00 UTC+3 | Dim 18 sept. 21:00 UTC+3 | Dim 18 sept. 21:00 UTC+3 | Dim 18 sept. 21:00 UTC+3 |
|  | Mer 14 sept. 21:00 UTC+3 |                          |                          |                          | Espagne | Espagne | 92                       | 92                       |                               |                               |                               |                               | Dim 18 sept. 21:00 UTC+3 | Dim 18 sept. 21:00 UTC+3 | Dim 18 sept. 21:00 UTC+3 | Dim 18 sept. 21:00 UTC+3 |
|  |                          |                          | Macédoine                | Macédoine                | 80      | 80      |                          |                          |                               |                               |                               |                               | Dim 18 sept. 21:00 UTC+3 | Dim 18 sept. 21:00 UTC+3 | Dim 18 sept. 21:00 UTC+3 | Dim 18 sept. 21:00 UTC+3 |
|  | F2                       | Macédoine                | Macédoine                | Macédoine                | 80      | 80      | 67                       | 67                       |                               |                               |                               |                               | Dim 18 sept. 21:00 UTC+3 | Dim 18 sept. 21:00 UTC+3 | Dim 18 sept. 21:00 UTC+3 | Dim 18 sept. 21:00 UTC+3 |
|  | F2                       | Macédoine                | Ven 16 sept. 21:00 UTC+3 |                          |         |         | 67                       | 67                       |                               |                               |                               |                               | Dim 18 sept. 21:00 UTC+3 | Dim 18 sept. 21:00 UTC+3 | Dim 18 sept. 21:00 UTC+3 | Dim 18 sept. 21:00 UTC+3 |
|  | E3                       | Lituanie                 | 65                       | 65                       |         |         |                          |                          |                               |                               |                               |                               | Dim 18 sept. 21:00 UTC+3 | Dim 18 sept. 21:00 UTC+3 | Dim 18 sept. 21:00 UTC+3 | Dim 18 sept. 21:00 UTC+3 |
|  | E3                       | Lituanie                 | 65                       | 65                       | Espagne | Espagne | 98                       | 98                       |                               |                               |                               |                               |                          |                          |                          |                          |
|  | Jeu 15 sept. 18:00 UTC+3 |                          |                          |                          | Espagne | Espagne | 98                       | 98                       |                               |                               |                               |                               |                          |                          |                          |                          |
|  |                          |                          | France                   | France                   | 85      | 85      |                          |                          |                               |                               |                               |                               |                          |                          |                          |                          |
|  | E2                       | France                   | France                   | France                   | 85      | 85      | 64                       | 64                       |                               |                               |                               |                               |                          |                          |                          |                          |
|  | E2                       | France                   |                          |                          |         |         |                          |                          |                               |                               |                               |                               |                          |                          |                          |                          |
|  | F3                       | Grèce                    | 56                       | 56                       |         |         |                          |                          |                               |                               |                               |                               |                          |                          |                          |                          |
|  | F3                       | Grèce                    | 56                       | 56                       | France  | France  | 79                       | 79                       | Match pour la troisième place | Match pour la troisième place | Match pour la troisième place | Match pour la troisième place |                          |                          |                          |                          |
|  | Jeu 15 sept. 21:00 UTC+3 |                          |                          |                          | France  | France  | 79                       | 79                       | Match pour la troisième place | Match pour la troisième place | Match pour la troisième place | Match pour la troisième place |                          |                          |                          |                          |
|  |                          |                          | Russie                   | Russie                   | 71      | 71      |                          |                          | Dim 18 sept. 17:30 UTC+3      | Dim 18 sept. 17:30 UTC+3      | Dim 18 sept. 17:30 UTC+3      | Dim 18 sept. 17:30 UTC+3      |                          |                          |                          |                          |
|  | F1                       | Russie                   | Russie                   | Russie                   | 71      | 71      | 77                       | 77                       | Dim 18 sept. 17:30 UTC+3      | Dim 18 sept. 17:30 UTC+3      | Dim 18 sept. 17:30 UTC+3      | Dim 18 sept. 17:30 UTC+3      |                          |                          |                          |                          |
|  | F1                       | Russie                   |                          |                          |         |         |                          | 77                       |                               |                               | Macédoine                     | Macédoine                     | 68                       | 68                       |                          |                          |
|  | E4                       | Serbie                   | 67                       | 67                       |         |         |                          |                          |                               |                               | Macédoine                     | Macédoine                     | 68                       | 68                       |                          |                          |
|  | E4                       | Serbie                   | 67                       | 67                       | Russie  | Russie  | 72                       | 72                       |                               |                               |                               |                               |                          |                          |                          |                          |
|  |                          |                          |                          |                          |         |         |                          |                          |                               |                               |                               |                               |                          |                          |                          |                          |

#### Classement 5 à 8
|  | Tour de classement       | Tour de classement       |          |    | 5e place                 | 5e place                 |
|  | Tour de classement       | Tour de classement       |          |    | 5e place                 | 5e place                 |
|  |                          |                          |          |    |                          |                          |
|  | Jeu 15 sept. 15:30 UTC+3 | Jeu 15 sept. 15:30 UTC+3 |          |    | Sam 17 sept. 21:00 UTC+3 | Sam 17 sept. 21:00 UTC+3 |
|  | Jeu 15 sept. 15:30 UTC+3 | Jeu 15 sept. 15:30 UTC+3 |          |    | Sam 17 sept. 21:00 UTC+3 | Sam 17 sept. 21:00 UTC+3 |
|  | Slovénie                 | 77                       |          |    | Sam 17 sept. 21:00 UTC+3 | Sam 17 sept. 21:00 UTC+3 |
|  | Slovénie                 | 77                       |          |    | Sam 17 sept. 21:00 UTC+3 | Sam 17 sept. 21:00 UTC+3 |
|  | Lituanie                 | 80                       |          |    | Sam 17 sept. 21:00 UTC+3 | Sam 17 sept. 21:00 UTC+3 |
|  | Lituanie                 | 80                       | Lituanie | 73 |                          |                          |
|  | Ven 16 sept. 15:00 UTC+3 |                          | Lituanie | 73 |                          |                          |
|  |                          | Grèce                    | 69       |    |                          |                          |
|  | Grèce                    | Grèce                    | 69       | 87 |                          |                          |
|  | Grèce                    |                          |          | 87 |                          |                          |
|  | Serbie                   | 77                       |          |    |                          |                          |
|  | Serbie                   | 77                       | 7e place |    |                          |                          |
|  |                          |                          |          |    |                          |                          |
|  | Sam 17 sept. 18:00 UTC+3 |                          |          |    |                          |                          |
|  |                          |                          |          |    |                          |                          |
|  | Slovénie                 | 72                       |          |    |                          |                          |
|  | Slovénie                 | 72                       |          |    |                          |                          |
|  | Serbie                   | 68                       |          |    |                          |                          |
|  | Serbie                   | 68                       |          |    |                          |                          |

## Classement final
- Équipes ayant obtenu leur qualification pour les Jeux olympiques de 2012 lors de ce championnat
- Équipes ayant obtenu leur qualification pour le tournoi préolympique de basket-ball 2012

| Place              | Équipes            | V-D  | Stade de la compétition             |
| ------------------ | ------------------ | ---- | ----------------------------------- |
| Médaille d'or      | Espagne            | 10-1 | Vainqueur                           |
| Médaille d'argent  | France             | 9-2  | Finaliste                           |
| Médaille de bronze | Russie             | 10-1 | Vainqueur de la petite finale       |
| 4                  | Macédoine          | 7-4  | Petite finale                       |
| 5                  | Lituanie           | 8-3  | Vainqueur du match pour la 5e place |
| 6                  | Grèce              | 7-4  | Match pour la 5e place              |
| 7                  | Slovénie           | 6-5  | Vainqueur du match pour la 7e place |
| 8                  | Serbie             | 5-6  | Match pour la 7e place              |
| 9                  | Allemagne          | 4-4  | 5e place sur 6 du deuxième tour     |
| 9                  | Finlande           | 3-5  | 5e place sur 6 du deuxième tour     |
| 11                 | Turquie            | 3-5  | 6e place sur 6 du deuxième tour     |
| 11                 | Géorgie            | 2-6  | 6e place sur 6 du deuxième tour     |
| 13                 | Croatie            | 2-3  | 4e place sur 6 du premier tour      |
| 13                 | Bulgarie           | 2-3  | 4e place sur 6 du premier tour      |
| 13                 | Grande-Bretagne    | 2-3  | 4e place sur 6 du premier tour      |
| 13                 | Israël             | 2-3  | 4e place sur 6 du premier tour      |
| 17                 | Bosnie-Herzégovine | 2-3  | 5e place sur 6 du premier tour      |
| 17                 | Pologne            | 2-3  | 5e place sur 6 du premier tour      |
| 17                 | Ukraine            | 2-3  | 5e place sur 6 du premier tour      |
| 17                 | Italie             | 1-4  | 5e place sur 6 du premier tour      |
| 21                 | Monténégro         | 1-4  | 6e place sur 6 du premier tour      |
| 21                 | Belgique           | 0-5  | 6e place sur 6 du premier tour      |
| 21                 | Lettonie           | 0-5  | 6e place sur 6 du premier tour      |
| 21                 | Portugal           | 0-5  | 6e place sur 6 du premier tour      |

## Récompenses
Les récompenses individuelles sont les suivantes:
- Meilleur joueur :  Juan Carlos Navarro
- Meilleur scoreur :  Tony Parker[6],[N 1].
- Équipe type :
  -  Bo McCalebb
  -  Tony Parker
  -  Juan Carlos Navarro
  -  Andrei Kirilenko
  -  Pau Gasol